# San Adrián del Valle
San Adrián del Valle è un comune spagnolo di 148 abitanti situato nella comunità autonoma di Castiglia e León.